# Jean-Marc Souami
Jean-Marc Souami, né le  18 juillet 1965, est un présentateur de météo français.
Diplômé de l'université de Bordeaux III en sociologie et ethnologie, titulaire d'une licence, il est en 1985 titulaire d'un Master de journalisme de l'Institut de journalisme Bordeaux-Aquitaine.
Acteur amateur, il a joué à plusieurs reprises des pièces de Bertolt Brecht, Molière et Exercices de style de Raymond Queneau au sein de la troupe Art Théâtre production à Versailles.
Il présente, en alternance avec Florence Klein et Fabienne Amiach, les bulletins météo de la chaîne du groupe France Télévision : France 3 de 1999 à 2018.
Inquiet de la fin de diversité sur les écrans de France Télévisions, il fonde avec des collègues et préside l’association France Télé Diversités.
De plus, il participe à de nombreux colloques et sommets sur le climat et la météorologie. Très engagé sur cette question, il est ambassadeur du Défi pour la Terre auprès de Nicolas Hulot.